# Capo Piccolo
Capo Piccolo è un sito archeologico nel comune di Isola di Capo Rizzuto (KR), in Italia.

## Geografia
Il sito dà nome ad alcune facies dell'Età del Bronzo Antico e Medio e si trova su un promontorio naturalmente fortificato proteso sul mar Ionio, lungo la costa tra Capo Rizzuto e Le Castella. Geologicamente è una piattaforma di arenarie pleistoceniche poggianti su argille plioceniche.

## Archeologia
Nel 1977 uno sbancamento abusivo mise in luce, nella fascia sud-orientale, materiali archeologici in situ, furono recuperati numerosi vasi ad impasto quasi del tutto integri. In seguito il promontorio fu interessato da diversi interventi edilizi abusivi che modificarono irreparabilmente l'ambiente originario.
Nel 1986 e nel 1988 furono condotti alcuni saggi archeologico nel settore centrale del sito, individuando strati del Bronzo Antico 2 e del Bronzo Medio 1-2 con evidenti influssi dal Protoappenninico B apulo-materano e dalle facies contemporanee della Sicilia. L'analisi della stratigrafia e dei materiali ritrovati ha permesso di riconoscere una facies locale - chiamata Capo Piccolo 1 - collegata a quella di Cessaniti del Promontorio di Tropea. I livelli superiori del sito hanno restituito invece materiali riferibili ad un aspetto locale - facies di Capo Piccolo 2 - della facies di Rodì-Tindari-Vallelunga, correlabile a quella di Torre Sant'Irene del Promontorio di Tropea: qui sono presenti importazioni egee attribuibili alle prime fasi del Tardo Elladico.
I reperti sono conservati ed in parte esposti presso il Museo Archeologico Nazionale di Crotone.